# Karo (popolo etiope)
I Karo sono un popolo etiope presente in Africa orientale.

## Popolazione
I Karo vivono principalmente nella Bassa Valle dell'Omo, in Etiopia.
Per generazioni sono stati protetti dall'intrusione del mondo esterno grazie alle montagne, la savana. Al giorno d'oggi ne rimangono poche centinaia.
A seconda dei contesti e delle fonti troviamo diverse forme del nome Karo, come ad esempio Cherre, Kere, Kerre .
Durante il censimento del 2007 in Etiopia, su 73 750 932 persone ben 1488 si sono dichiarate Karo.

## Lingue
I Karo parlano il Karo, una lingua omotica, ma usano anche la lingua Nyangatom.

## Usanze

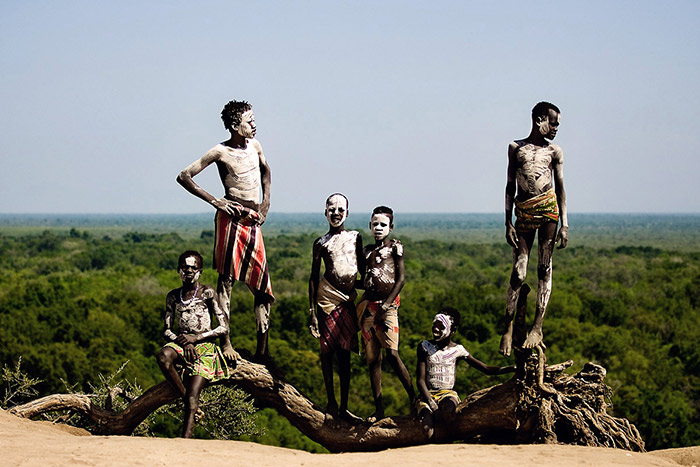
Ragazzi Karo con il corpo dipinto

Le donne Karo praticano la scarificazione rituale per sancire il passaggio all'età adulta e per motivi estetici. I tagli vengono effettuati su alcune parti del corpo con un coltello o un rasoio, producendo motivi geometrici.
Sul proprio corpo realizzano inoltre motivi pittorici astratti composti di linee, cerchi, spirali e impronte di colore bianco o giallo: sia gli uomini che le donne Karo praticano infatti il body painting, per motivi estetici e per incutere timore ai nemici.